# Stars on Frankie (single)
Stars on Frankie is een medley van Stars on 45 uit 1987. De medley is samengesteld uit swing- en bigbandmuziek van Frank Sinatra en wordt gezongen door Sinatra-imitator Peter Douglas. Hij werd uitgebracht op een 7"en 12" inch single en kwam ook op de gelijknamige elpee uit.
Het is de eerste single van het studioproject sinds 1983, toen Jaap Eggermont na The greatest rock 'n roll band in the world enkele jaren een uitstap maakte naar het project met The Star Sisters. De single werd een Alarmschijf in dat jaar en bereikte in Nederland en België de hitlijsten.

## Samenstelling
| Nr.         | Lied                             | 7" single | 12" single |
| ----------- | -------------------------------- | --------- | ---------- |
| 1.          | Swingtime                        |           | 0:56       |
| 2.          | Stars on Frankie                 | 0:09      | 0:09       |
| 3.          | The lady is a tramp              | 0:27      | 0:27       |
| 4.          | Swingtime                        |           | 0:11       |
| 5.          | I will drink the wine            | 0:36      | 0:36       |
| 6.          | Witchcraft                       | 0:08      | 0:08       |
| 7.          | Somethin' stupid                 | 0:36      | 0:36       |
| 8.          | Nancy (with the laughing face)   | 0:16      | 0:16       |
| 9.          | These boots are made for walkin' | 0:07      | 0:07       |
| 10.         | Swingtime                        |           | 1:09       |
| 11.         | Let me try again                 | 0:45      | 0:45       |
| 12.         | Strangers in the night           | 0:35      | 0:35       |
| 13.         | My kind of town                  | 0:38      | 0:38       |
| Totale duur |                                  | 4:17      | 6:33       |

## Hitnoteringen
| Nederlandse Top 40: 10-10-1987 t/m 07-11-1987 | Nederlandse Top 40: 10-10-1987 t/m 07-11-1987 | Nederlandse Top 40: 10-10-1987 t/m 07-11-1987 | Nederlandse Top 40: 10-10-1987 t/m 07-11-1987 | Nederlandse Top 40: 10-10-1987 t/m 07-11-1987 | Nederlandse Top 40: 10-10-1987 t/m 07-11-1987 | Nederlandse Top 40: 10-10-1987 t/m 07-11-1987 |
| Week:                                         | 1                                             | 2                                             | 3                                             | 4                                             | 5                                             |                                               |
| --------------------------------------------- | --------------------------------------------- | --------------------------------------------- | --------------------------------------------- | --------------------------------------------- | --------------------------------------------- | --------------------------------------------- |
| Positie                                       | 31                                            | 18                                            | 16                                            | 19                                            | 34                                            | uit                                           |

| Nederlandse Nationale Hitparade: 10-10-1987 t/m 21-11-1987 | Nederlandse Nationale Hitparade: 10-10-1987 t/m 21-11-1987 | Nederlandse Nationale Hitparade: 10-10-1987 t/m 21-11-1987 | Nederlandse Nationale Hitparade: 10-10-1987 t/m 21-11-1987 | Nederlandse Nationale Hitparade: 10-10-1987 t/m 21-11-1987 | Nederlandse Nationale Hitparade: 10-10-1987 t/m 21-11-1987 | Nederlandse Nationale Hitparade: 10-10-1987 t/m 21-11-1987 | Nederlandse Nationale Hitparade: 10-10-1987 t/m 21-11-1987 | Nederlandse Nationale Hitparade: 10-10-1987 t/m 21-11-1987 |
| Week:                                                      | 1                                                          | 2                                                          | 3                                                          | 4                                                          | 5                                                          | 6                                                          | 7                                                          |                                                            |
| ---------------------------------------------------------- | ---------------------------------------------------------- | ---------------------------------------------------------- | ---------------------------------------------------------- | ---------------------------------------------------------- | ---------------------------------------------------------- | ---------------------------------------------------------- | ---------------------------------------------------------- | ---------------------------------------------------------- |
| Positie:                                                   | 61                                                         | 22                                                         | 18                                                         | 22                                                         | 43                                                         | 59                                                         | 76                                                         | uit                                                        |

| Vlaamse Top 30: 17-10-1987 t/m 28-11-1987 | Vlaamse Top 30: 17-10-1987 t/m 28-11-1987 | Vlaamse Top 30: 17-10-1987 t/m 28-11-1987 | Vlaamse Top 30: 17-10-1987 t/m 28-11-1987 | Vlaamse Top 30: 17-10-1987 t/m 28-11-1987 | Vlaamse Top 30: 17-10-1987 t/m 28-11-1987 | Vlaamse Top 30: 17-10-1987 t/m 28-11-1987 | Vlaamse Top 30: 17-10-1987 t/m 28-11-1987 | Vlaamse Top 30: 17-10-1987 t/m 28-11-1987 |
| Week:                                     | 1                                         | 2                                         | 3                                         | 4                                         | 5                                         | 6                                         | 7                                         |                                           |
| ----------------------------------------- | ----------------------------------------- | ----------------------------------------- | ----------------------------------------- | ----------------------------------------- | ----------------------------------------- | ----------------------------------------- | ----------------------------------------- | ----------------------------------------- |
| Positie:                                  | 16                                        | 9                                         | 12                                        | 12                                        | 16                                        | 23                                        | 37                                        | uit                                       |